# Sciophila buxtoni
Sciophila buxtoni är en tvåvingeart som beskrevs av Freeman 1956. Sciophila buxtoni ingår i släktet Sciophila och familjen svampmyggor. Arten är reproducerande i Sverige. Inga underarter finns listade i Catalogue of Life.